# Saint-Jean-d'Étreux
Saint-Jean-d'Étreux è un comune francese di 146 abitanti situato nel dipartimento del Giura nella regione della Borgogna-Franca Contea.

## Società

### Evoluzione demografica
Abitanti censiti